# Дюпор, Жан-Луи
Жан Луи Дюпор (фр. Jean-Louis Duport; 4 октября 1749 года, Париж — 7 сентября 1819 года, Париж) — французский виолончелист и музыкальный педагог. Младший брат и ученик Жана-Пьера Дюпора, вместе с ним учился у Мартена Берто.

## Биография
Дебютировал в «Духовных концертах» в 1768 г., быстро завоевав репутацию виртуоза. В 1789 г. присоединился к своему старшему брату в Берлинской придворной капелле; в Берлине стал первым исполнителем Сонат для виолончели и фортепиано Op. 5 Людвига ван Бетховена (1796, партию фортепиано исполнял композитор). В 1806 г., в разгар Наполеоновских войн, перебрался в Марсель, в 1813 г. вернулся в Париж, где занял должность профессора Парижской консерватории и первой виолончели Императорской капеллы.
Автор ряда сочинений для своего инструмента, из которых особенно известны учебное пособие «Опыт о постановке пальцев для виолончели и о ведении смычка» (фр. Essai sur le doigté du violoncelle et sur la conduite de l'archet; 1806) и прилагавшиеся к этому пособию 21 этюд для виолончели соло.

### В масонстве
Был членом парижских масонских лож «Saint Jean d'Écosse du Contrat social» и «L’Olympique de la Parfaite Estime» с 1781 по 1786 годы.